# Радиальная функция распределения

В статистической механике радиальная функция распределения (или функция парной корреляции) {\displaystyle g(r)} в системе частиц (атомов, молекул, коллоидов и т. д.) описывает изменения плотности как функции расстояния от выбранной частицы.
Если считать, что выбранная частица находится в начале координат и {\displaystyle \rho =N/V} средняя плотность частиц, то локальная усредненная по времени плотность на расстоянии {\displaystyle r} от начала координат {\displaystyle \rho g(r)}. Это упрощенное определение верно для однородной и изотропной системы. Ниже будет рассмотрен более общий случай.
Общий алгоритм включает определение того, сколько частиц (синие частицы, центры которых попадают в выбранную область) находится на расстоянии {\displaystyle r} и {\displaystyle r+dr} (пунктирные линии) от выбранной частицы(оранжевая частица на картинке).
Функция радиального распределения обычно определяется путем вычисления расстояния между всеми парами частиц и объединения их в гистограмму. Затем гистограмма нормируется по отношению к идеальному газу, где гистограммы частиц совершенно не коррелируют. Для трех измерений эта нормировка представляет собой плотность системы {\displaystyle \rho }, умноженную на объём сферической оболочки, что может быть выражено как {\displaystyle \rho 4\pi r^{2}dr}.

Радиальная функция распределения для потенциала Леннарда-Джонса

Учитывая функцию потенциальной энергии, функцию радиального распределения можно вычислить либо с помощью методов компьютерного моделирования, таких как метод Монте-Карло, либо с помощью уравнения Орнштейна-Цернике с использованием аппроксимативных замыкающих соотношений, таких как приближение Перкуса-Йевика или гиперцепного приближения. Его также можно определить экспериментально, методами рассеяния излучения или прямым наблюдением достаточно крупных (микрометровых) частиц с помощью традиционной или конфокальной микроскопии.

## Определение
Рассмотрим систему из {\displaystyle N} частиц в объёме {\displaystyle V} со средней плотностью {\displaystyle \rho =N/V} и температурой {\displaystyle T}. Определим {\displaystyle \beta ={\frac {1}{kT}}}. Координаты частиц {\displaystyle r_{i}}, где {\displaystyle i=1,...,N.} Потенциальная энергия взаимодействия частиц {\displaystyle U_{N}(r_{1},...,r_{N})}. Будем полагать, что внешних полей нет.
Средние значения будем получать для канонического ансамбля {\displaystyle (N,V,T)} с помощью конфигурационного интеграла {\displaystyle Z_{N}=\int ...\int e^{-\beta U_{N}}dr_{1}...dr_{N}}, взятого по всем возможным комбинациям расположения частиц. Вероятность конфигурации, когда частица 1 находится в {\displaystyle dr_{1}}, частица 2 находится в {\displaystyle dr_{2}} и т. д. задается формулой:
{\textstyle P^{N}(r_{1},...,r_{N})dr_{1}...dr_{N}={\frac {e^{-\beta U_{N}}}{Z_{N}}}dr_{1}...dr_{N}\quad (1)}
Число частиц в системе огромно, поэтому {\displaystyle P^{(N)}} бесполезно. Однако мы можем получить вероятность нахождения системы в состоянии, где частицы {\displaystyle n<N} фиксированы в точках {\displaystyle r_{1},...,r_{n}} без ограничений на остальные {\displaystyle N-n} частиц. Для этого проинтегрируем {\displaystyle (1)} по оставшимся координатам {\displaystyle r_{n+1},...,r_{N}}:
{\textstyle P^{(n)}(r_{1},...,r_{n})={\frac {1}{Z_{N}}}\int ...\int e^{-\beta U_{N}}dr_{n+1}...dr_{N}}
Поскольку частицы идентичны, более уместно рассмотреть вероятность того, что любые {\displaystyle n} из них находятся в {\displaystyle r_{1},...,r_{n}} с учётом всех возможных перестановок, тогда определим n-частичную плотность:
{\textstyle \rho ^{(n)}(r_{1},...,r_{n})={\frac {N!}{(N-n)!}}P^{(n)}(r_{1},...,r_{n}).\quad (2)}
Для {\displaystyle n=1} (2) дает плотность одной частицы, которая для однородной жидкости не зависит от координаты {\displaystyle r_{1}} и равняется общей плотности системы:
{\textstyle {\frac {1}{V}}\int \rho ^{(1)}(r_{1})dr_{1}=\rho ^{(1)}={\frac {N}{V}}=\rho }
Теперь введем корреляционную функцию {\displaystyle g^{(n)}}:
{\displaystyle \rho ^{(n)}(r_{1},...,r_{n})=\rho ^{n}g^{(n)}(r_{1},...,r_{n}).\quad (3)}
{\displaystyle g^{(n)}} называется корреляционной функцией, так как если бы атомы были независимы, то {\displaystyle \rho ^{(n)}(r_{1},...,r_{n})=\rho ^{n}}
{\textstyle g^{(n)}(r_{1},...,r_{n})={\frac {V^{n}N!}{N^{n}(N-n)!}}{\frac {1}{Z_{N}}}\int ...\int e^{-\beta U_{N}}dr_{n+1}...dr_{N}}

## Получение из эксперимента
Можно определить {\displaystyle g(r)} косвенно (через его связь со структурным фактором {\displaystyle S(q)}) с использованием данных рассеяния нейтронов или рентгеновских лучей. Этот метод можно использовать на очень коротких масштабах (вплоть до атомного уровня), но он требует значительного пространственного и временного усреднения (по размеру образца и времени сбора данных соответственно). Таким образом, функция радиального распределения была определена для самых разных систем, от жидких металлов до заряженных коллоидов. Переход от экспериментального {\displaystyle S(q)} к {\displaystyle g(r)} не так прост, и анализ может быть весьма сложным.
Также можно рассчитать {\displaystyle g(r)} напрямую, извлекая положения частиц из традиционной или конфокальной микроскопии. Этот метод ограничен частицами, достаточно большими для оптического обнаружения (в диапазоне микрометров), но его преимущество состоит в разрешении по времени, так что, помимо статической информации, он также дает доступ к динамическим параметрам (например, константам диффузии), а также с пространственным разрешением (до уровня отдельной частицы), позволяющим выявлять морфологию и динамику локальных структур в коллоидных кристаллах, стеклах, гелях, и гидродинамические взаимодействия.
Прямая визуализация полной (зависящей от расстояния и угла) парной корреляционной функции была достигнута с помощью сканирующей туннельной микроскопии в случае двумерных молекулярных газов.

## Корреляционные функции высших порядков
Было отмечено, что одних функций радиального распределения недостаточно для характеристики структурной информации. Различные точечные процессы могут иметь одинаковые или практически неразличимые функции радиального распределения, что известно как проблема вырождения. В таких случаях для дальнейшего описания структуры необходимы корреляционные функции более высокого порядка.
Функции распределения более высокого порядка {\displaystyle g^{(k)}}при {\displaystyle k>2} были менее изучены, поскольку они обычно менее важны для термодинамики системы; в то же время они недоступны для обычных методов рассеяния. Однако их можно измерить с помощью когерентного рассеяния рентгеновских лучей, и они интересны тем, что могут выявить локальные симметрии в неупорядоченных системах.